# أوليفر غوس
أوليفر غوس (بالإنجليزية: Oliver Goss)‏ هو لاعب غولف أسترالي، ولد في 12 أبريل 1994 في فريملي في المملكة المتحدة.

## وصلات خارجية
- الموقع الرسمي
- أوليفر غوس على موقع رابطة لاعبي الغولف المحترفين (الإنجليزية)
- أوليفر غوس على موقع التصنيف العالمي الرسمي للغولف (الإنجليزية)